# Đại học Y khoa Mandalay
Đại học Y khoa Mandalay (Tập tin:MandalayMedicalTekkado.gif, trước đây gọi là Học viện Y khoa, Mandalay) là một trong bốn trường y ở Myanmar. Không giống như các cơ sở đào tạo đại học khác ở Myanmar, trường này được Bộ Y tế Myanmar quản lý. Hàng năm, trường này tuyển chọn 600 sinh viên dựa trên cơ sở điểm số của họ trong kỳ thi tốt nghiệp phổ thông (các môn khoa học).

## Lịch sử
Học viện Y khoa, Mandalay được thành lập lần đầu là một chi nhánh của Khoa Y thuộc Đại học Mandalay. Năm 1955, trường được chuyển đến vị trí hiện nay ở thị trấn Chan Aye Thar Zan ở Mandalay.
Các bộ môn được thành lập theo giai đoạn. Bộ môn Giải phẫu và Sinh lý học lập năm 1954; bộ môn Dược, Bệnh lý học, Vi trùng học, Y khoa và Phẫu thuật năm 1956; bộ môn Sản khoa, Phụ sản học, Mắt, Tai Mũi và Họng năm 1957. Ngày 1 tháng 7 năm 1958 chi nhánh của Khoa Y trở thành Khoa Y, Mandalay. Bộ môn Vi sinh học được thành lập năm 1960. Năm 1964 Khao Y được nâng cấp thành Viện Y khoa, Mandalay và Bộ môn Nhi khoa cũng được thành lập cùng năm. Hệ thống giáo dục y khoa mới được áp dụng kể từ năm 1964 và các khóa học y khoa viện dự khoa được bắt đầu với việc thiết lập các bộ môn Myanmar, tiếng Anh, Hoá học, Vật lý, Động vật học và Thực vật học. Bộ môn Hoá sinh được thành lập với tư cách là một bộ môn riêng năm 1987. Cuối cùng bộ môn Chỉnh hình Ngoại khoa được lập năm 1990. Toà nhà hiện nay của trường được đặt viên đá đầu tiên năm 1983 và công trình hoàn thành năm 1991.
Ban đầu, Bệnh viện Đa khoa Mandalay là một trong những bệnh viện đào tạo của viện với 300 giường bệnh. Hiện nay, Bệnh viện Quân sự Cơ sở 1  Pyin U Lwin, Bệnh viện Công nhân Mandalay, 5 bệnh viện chuyên biệt ở Mandalay và 5 bệnh viện đa khoa của bang và khu vực và gần đây là Bệnh viện Đào tạo Mandalay với 300 giường, tất cả 13 bệnh viện thuộc Viện Y khoa này.
Lúc đầu mới thành lập, Viện chỉ tuyển sinh 36 sinh viên nhưng hiện nay đã tăng lên đến 700-1000 mỗi năm. Chương trình đào tạo sau đại học bắt đầu từ năm 1968 với khoá học cao học Sinh lý học. Hiện nay viện này có 12 chương trình đào tạo đại học, 19 chương trình cao học, 11 chương trình tiến sĩ y khoa và 7 chương trình tiến sĩ (Ph.D).
Hiệu trưởng của Đại học Mandalay là giáo sư tiến sĩ Kyaw Hla.